# Marc Thirouin
Pour les articles homonymes, voir Thirouin.
Marc Thirouin (1911-1972) était un juriste et ufologue français.

## Biographie
Né en 1911 à Chartres (Eure-et-Loir), il fait des études de droit et devient avocat à Paris. 
Parallèlement à sa longue carrière juridique, il fait partie de la Société d'études atlantéennes qui, autour de Paul Le Cour, se donnait pour objectif la recherche de l'Atlantide. Ce groupe éditait la revue Atlantis (fondée en 1927), à laquelle collaborait Thirouin (il figure déjà parmi les collaborateurs de ce périodique avant la Deuxième Guerre mondiale). En mai et juin 1951, les soucoupes volantes comptent parmi les nombreux sujets abordés par cette revue[réf. nécessaire]. 
En 1951, il fonde la Commission Ouranos, l'un des premiers groupes de recherches ufologiques français autour notamment de Charles Garreau, Jimmy Guieu et Aimé Michel.
Il dirigeait également le bulletin bimestriel de cette organisation, Ouranos. Revue internationale, qui deviendra par la suite Ciel Insolite.
Marc Thirouin meurt le 24 juillet 1972 des suites d'une longue maladie. Il avait consacré vingt-cinq ans à la recherche sur les ovnis, qu'il croyait être d'origine extraterrestre.
Après sa mort, l'Association des amis de Marc Thirouin (AAMT) est fondée à Valence pour conserver sa documentation ufologique, mais elle périclite au bout de quelques années.

## Quelques publications
- Préface à Jimmy Guieu, Les Soucoupes volantes viennent d'un autre monde, illustration de Brantonne, Paris, Éditions Fleuve noir, 1954.
- Avant-propos à Jimmy Guieu, Black-out sur les soucoupes volantes, « Lettre-préface » de Jean Cocteau, Paris, Éditions Fleuve noir, « Documents », 1956.
- Préface à Charles Garreau, Alerte dans le ciel ! Documents officiels sur les objets volants non identifiés, Paris, Éditions du Grand damier, 1956.